# Кудуксай
Кудукса́й (каз. Құдықсай) — село у складі Хромтауського району Актюбінської області Казахстану. Адміністративний центр Кудуксайського сільського округу.
Населення — 258 осіб (2021; 391 у 2009, 1491 у 1999, 1451 у 1989).